# Mizugumo

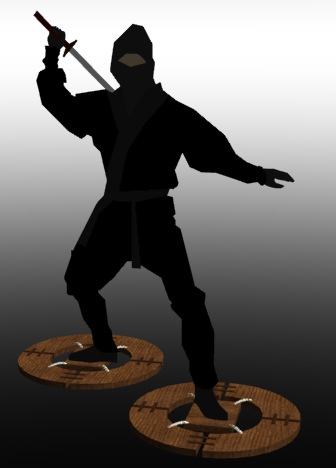
Un ninja équipé de mizugumos comme on les représente généralement aujourd'hui.

Les mizugumo (水蜘蛛) (« araignées d'eau ») sont un dispositif spécial dont se servaient les ninjas japonais pour traverser des cours d'eau. Une description le présente comme une sorte de harnais enroulé autour des hanches, avec de petites poches d'air pour permettre au ninja de rester à flot. Une autre description parle plutôt de sorte de chaussures pour marcher sur l'eau. Les poches d'air étaient généralement faites en peau animale.
Dans un épisode de l'émission américaine MythBusters, des mizugumo en bois et en corde sont attachés à un testeur qui se révèle incapable de marcher sur l'eau mais cela fut cependant possible dans les rizières ou les marécages.